# 安德駿
安德 駿（あんとく しゅん、2002年5月18日 - ）は、福岡県久留米市出身のプロ野球選手（投手）。右投右打。福岡ソフトバンクホークス所属。

## 経歴

### プロ入り前
久留米市立久留米商業高等学校では早い段階から頭角を現したが、2年秋に右肘を痛めた。その影響で3年夏は2回を投げるのが精一杯で、平均球速は130km/h前後に留まった。3年間で甲子園大会出場はなし。
地元である九州の大学に進学予定だったが、YouTubeに投稿されていた安徳の投球動画を見て興味を持った富士大学監督の安田慎太郎から勧誘を受け、同大学へ進学した。大学では主にクローザーとして登板し、4年春のリーグ戦で防御率1.03を記録し、最優秀防御率を受賞した。秋季成績は6試合19イニング30奪三振・与四死球0を記録した。
2024年10月24日に開催されたドラフト会議にて、福岡ソフトバンクホークスから3位指名を受け、11月28日、契約金6000万円、年俸1000万円で入団に合意した（金額は推定）。背番号は28。担当スカウトは作山和英。

## 選手としての特徴
MAX151km/h。高い制球力で球質が良く、空振りを取れるストレートが魅力で奪三振能力高い即戦力右腕。

## 人物
小学2年生の時に両親が離婚し、母子家庭で育った。

## 詳細情報

### 背番号
- 28（2025年[6] - ）